# Голова Хауса
«Голова Хауса» (англ. House's Head) — пятнадцатая серия четвёртого сезона американского телесериала «Доктор Хаус». Премьера эпизода состоялась на канале FOX 12 мая 2008. Первая часть двухсерийной сюжетной линии, продолжившейся в заключительном эпизоде четвёртого сезона «Сердце Уилсона». В данной серии доктор Хаус пытается вспомнить, кого ему нужно спасти.

## Сюжет
Хаус оказывается в стриптиз-клубе, однако он не помнит, как туда попал. Стриптизерша замечает, что у него разбита голова, и Хаус понимает, что у него сотрясение мозга. Выходя из дома, он видит перевернутый автобус и вспоминает, что у какого-то из пассажиров есть симптомы серьёзной болезни. Хаус должен спасти этого человека, но он даже не помнит, как тот выглядел. В больнице его осматривает Кэмерон и подтверждает сотрясение мозга. Хаус дает команде задание найти всех пострадавших в аварии, которых доставили в другие больницы, а также его мотоцикл и трость. Чтобы никто не покинул больницу, Хаус объявляет карантин из-за менингита.
На видеозаписи с камер наблюдения стоянки видно, что Хаус покинул больницу на своем мотоцикле, но домой так и не доехал. Катнер предлагает Хаусу провести сеанс гипноза, чтобы восстановить память. Хаус вспоминает, что был в баре. Так как он был пьян, бармен отобрал у него ключи от мотоцикла, и Хаус был вынужден добираться на автобусе. В автобусе Хаус замечает панка, который ковыряется в своем носу. Чейз, который проводил сеанс, выводит Хауса из гипноза, а тот направляется к этому парню. После тестов он понимает, что парень здоров. Между тем у водителя случается паралич ног. Хаус находит своего пациента, но не может вспомнить симптом, который у него видел.
Хаус решает перенюхать все вещи пассажиров. Он принимает четыре таблетки викодина и начинает галлюцинировать. Он снова возвращается в автобус.. Там он замечает женщину, которая привлекает его внимание. После возвращения в реальный мир Уилсон делает Хаусу МРТ и обнаруживает трещину височной кости. Хаус отказывается лечиться, пока не спасет пациента. Водителю автобуса назначили антибиотики, и через некоторое время ему становится лучше. Однако вскоре у него начинаются сильные боли в животе. Хаус решает лечь в специальную ванну, чтобы восстановить ещё один отрывок из памяти. Он вспоминает, что водитель, когда помогал пожилой женщине войти в автобус, шаркал ногами при ходьбе. Команда, Кадди и Уилсон выводят Хауса с галлюцинации, и тот рассказывает им, что у водителя болезнь Паркинсона. Но вскоре Хауса начинает тошнить, и он теряет сознание.
Хауса привозят домой и оставляют его под домашним арестом. Между тем, в больнице команда исключает Паркинсона из-за желтухи, которая началась у пациента. Тринадцатая считает, что у мужчины периодический паралич. Команда проводит тест с рогаликом и беговой дорожкой, который вызывает паралич. Однако у водителя сокращаются грудные мышцы, что говорит о том, что Тринадцатая ошиблась. Хаус возвращается в больницу и замечает, что у пациента новые зубы. Он догадывается, что при сверлении в череп мужчины вошел воздушный пузырь, который и вызвал ухудшение состояния. Несмотря на протесты команды, Тринадцатая удаляет его, сделав пациенту укол в сердце.
Вернувшись домой, во время сна, Хаус снова видит таинственную женщину. Он перевязывает ей ногу, хотя ей это совсем не нужно. Проснувшись, он понимает, что спас не того человека. Он решает восстановить сцену аварии в автобусе. Все работники больницы садятся на те же самые места, где сидели настоящие пассажиры. У Хауса случается остановка сердца, и он снова возвращается к своему подсознанию. В автобусе он видит Эмбер и понимает, что она умирает. Уилсон и Кадди возвращают его к жизни. Хаус рассказывает им то, что видел. Уилсон понимает, что это правда, потому что не видел Эмбер уже два дня из-за пребывания в больнице и узнал описание неизвестной по родинке на лопатке.

## Рейтинг
Программу в день выпуска в США просмотрели 14,84 млн человек, что стало вторым результатом дня и девятым результатом теленедели.

## Награды
Эпизод был номинирован в нескольких номинациях на премию Primetime Emmy Award. Единственную номинацию за Лучшую режиссуру драмы получил режиссёр Грег Яйтанес (недоступная ссылка).